# Elecciones generales de Surinam de 1996
Las Elecciones Parlamentarias de Surinam de 1996 se llevaron a cabo el 25 de mayo de 1996. La coalición oficialista Nuevo Frente para la Democracia y Desarrollo que agrupaba a los partidos NSP, Partido de la Reforma Progresista, Partido por la Unidad Nacional y Solidaridad y el Partido Laborista de Surinam postuló a la reelección a Ronald Venetiaan mientras que el opositor Partido Nacional Democrático del exdictador Desi Bouterse apoyó a Jules Wijdenbosch.
El resultado electoral dio la victoria al NF con 41.8% de los votos, lográndose una mayoría simple sin 2/3 necesarios para elegir presidente sin la necesidad de formar alianzas. El NDP se ubicó en el segundo lugar con 26.2% y 16 escaños. A pesar de los esfuerzos del NF para buscar los 2/3, apenas consiguió el apoyo de 4 diputados de la Alternativa Democrática 91. Sin ninguno de las 2 coaliciones poder lograr 2/3 necesarios, el 19 de julio se convocó la Asamblea del Pueblo, que definió a Wijdenbosch como nuevo presidente.
La participación electoral fue del 66.7%.

## Resultados
| Coalición      | Coalición                                    | Votos   | Porcentaje | Diputados |
| -------------- | -------------------------------------------- | ------- | ---------- | --------- |
|                | Nuevo Frente para la Democracia y Desarrollo | 72 480  | 41,8       | 24        |
|                | Partido Nacional Democrático                 | 45 466  | 26,2       | 16        |
|                | Alternativa Democrática 91                   | 22 548  | 13         | 4         |
|                | Pendawa Lima                                 | 16 040  | 9,2        | 4         |
|                | Alianza para el Progreso y Desarrollo        | 14 578  | 8,4        | 3         |
|                | Partido de Liberación General y Desarrollo   | 2360    | 1,4        |           |
|                | Votos nulos/blancos                          | 5944    | —          | —         |
| Total de votos | Total de votos                               | 179 416 | 100        | 51        |

| Predecesor: Elecciones generales de 1991 | Elecciones Parlamentarias de Surinam 1996 | Sucesor: Elecciones generales de 2000 |

- Datos: Q7646342